# Широко-Поле
Широ́ко-Поле́ (болг. Широко поле) — село в Кирджалійській області Болгарії. Входить до складу общини Кирджалі.

## Населення
За даними перепису населення 2011 року у селі проживали 756 осіб, з них 703 особи (98,0%) — турки.
Розподіл населення за віком у 2011 році:
Динаміка населення: